# Октябрьское сельское поселение (Смоленская область)
Октябрьское сельское поселение — упразднённое муниципальное образование в составе Краснинского района Смоленской области России.
Административный центр — деревня Николаевка. .
Образовано законом от 1 декабря 2004 года. Упразднено законом от 25 мая 2017 года с включением всех входивших в его состав населённых пунктов в Малеевское сельское поселение.

## Географические данные
- Общая площадь: 275 км²
- Расположение: западная часть Краснинского района
- Граничит:
  - на северо-востоке — с Краснинским городским поселением
  - на юго-востоке — с Волоедовским сельским поселением
  - на юге — с Викторовское сельским поселением
  - на западе — с Беларусью
  - на северо-западе — с Павловским сельским поселением
- Крупные реки: Городня, Лупа.
- По территории поселения проходят автомобильные дороги Р135 (Смоленск — Красный — Гусино).

## Экономика
Сельхозпредприятия, магазины.

## Население
| 2011 | 2012 | 2013 | 2014 | 2015 | 2016 | 2017 |
| ---- | ---- | ---- | ---- | ---- | ---- | ---- |
| 215  | ↘203 | ↘195 | ↘185 | ↘181 | ↘170 | →170 |

## Населённые пункты
На территории поселения находилось 17 населённых пунктов:
- Николаевка, деревня
- Антоновичи, деревня
- Болтутино, деревня
- Горбово, деревня
- Забродье, деревня
- Кошелево, деревня
- Красатинка, деревня
- Недвижи, деревня
- Питьково, деревня
- Полянки, деревня
- Пятницкое, деревня
- Речицы, деревня
- Селец, деревня
- Слобода, деревня
- Суймище, деревня
- Трояны, деревня
- Шилковичи, деревня